# Combeauté
La Combeauté est une rivière française qui coule dans les départements des Vosges et de la Haute-Saône, et un affluent de rive gauche de la Semouse, donc un sous-affluent du Rhône par la Lanterne et la Saône.

## Étymologie
Son nom dérive de comb (petite vallée encaissée).

## Géographie
La Combeauté est une rivière de 37 km
qui naît dans les Vosges, sur le territoire de la commune du Girmont-Val-d'Ajol.
Sa source se situe dans la forêt d'Hérival, au lieu-dit de La Croisette à l'altitude : 670 m.
Le bassin versant amont de la Combeauté est caractérisé par une ligne de crête atteignant les 700 à 800 mètres d'altitude (le point culminant est à l'altitude 809 m, au Bois de l'Etang Fenot). Ici, nous sommes au cœur des Vosges saônoises, avec un relief de transition entre les Hautes Vosges et le pays de la Vôge. De plus, cette ligne de crête - sur 10 km environ - fait office de ligne de partage des eaux entre le Bassin du Rhône et le Bassin Rhin-Meuse, le long de la route des Forts reliant Remiremont au fort du Ballon de Servance.
Elle se dirige ensuite vers les communes de Le Val-d'Ajol, Fougerolles et Corbenay avant de rejoindre la Semouse sur la commune de Ainvelle à la cote 235 m.

### Communes et cantons traversés
Dans les deux départements de la Haute-Saône et des Vosges, la Combeauté traverse les sept communes suivantes de Fontaine-les-Luxeuil, Ainvelle, Fougerolles, Saint-Loup-sur-Semouse, Corbenay, Le Val-d'Ajol, Girmont-Val-d'Ajol.

### Bassin versant
La Combeauté traverse une seule zone hydrographique La Combeauté (U045) de 129 km2 de superficie. Ce bassin versant est constitué à 55,77 % de « forêts et milieux semi-naturels », à 41,04 % de « territoires agricoles », à 3,15 % de « territoires artificiels ».
Le bassin versant de la Combeauté est de 63,34 km2 en amont de Le Val-d'Ajol (avec une longueur hydraulique de 13,82 km). Le bassin est de 99,10 km2 en amont de Fougerolles (longueur hydraulique totale de 21,34 km).

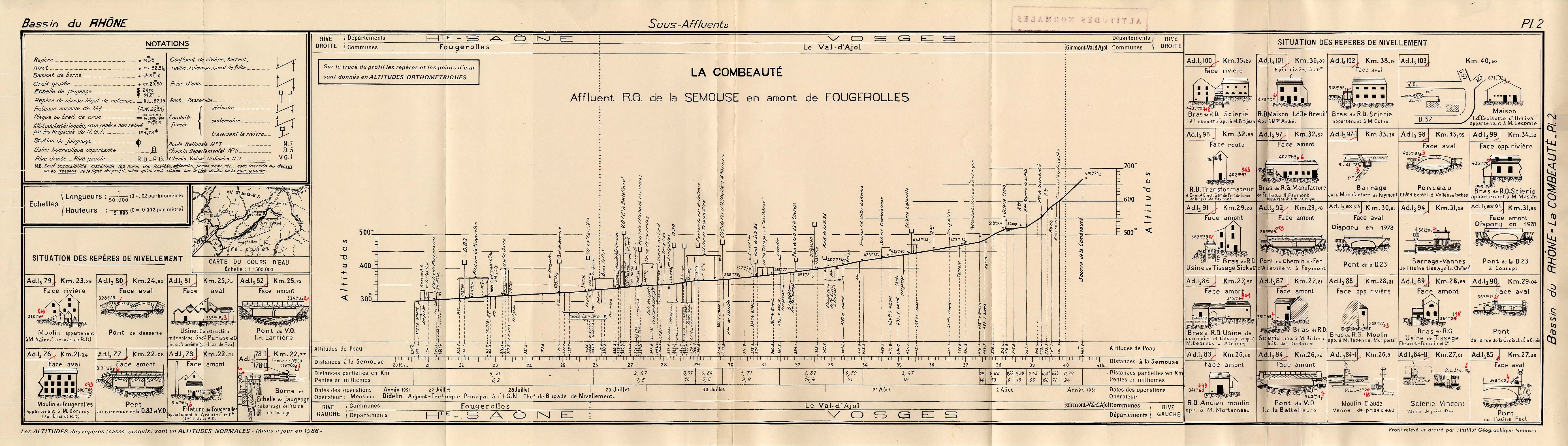
Profil altimétrique amont de la Combeauté.

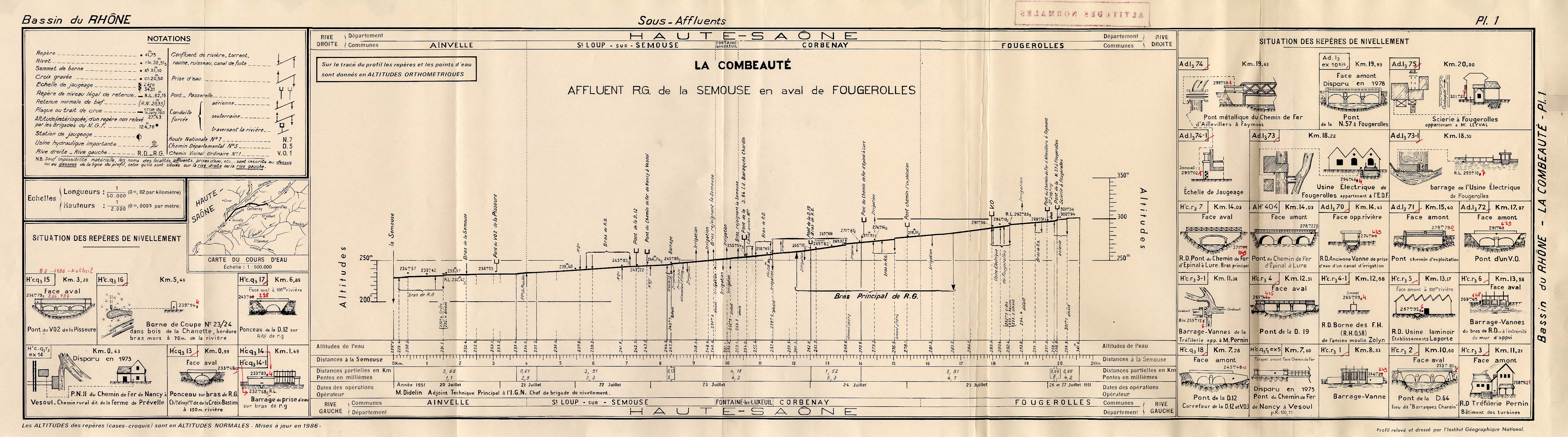
Profil altimétrique aval de la Combeauté.

## Affluents
- Les Gouttes dites Germandre et de La Folie (L < 1 km ; en rive droite)
- Le Ruisseau de Granges (L = 1,5 km ; en rive gauche)
- Ruisseau du Géhard (L = 5 km ; en rive gauche) : une cascade du même nom et sa marmite de géant sont un but de promenade.
- Ruisseau des Vargottes (L = 1,5 km ; en rive droite)
- Ruisseau du Dropt (L = 1,5 km ; en rive gauche)
- Ruisseau de la cascade de Faymont (L = 2 km ; en rive droite)
- Ruisseau de la Houssière (L = 3,2 km, BV = 644,2 ha ; en rive gauche) : le ruisseau et son petit affluent : le Ruisseau du Sauceley, trouvent leur source dans le Grand Étang de Corfaing, l’étang de L'Homme et de l’étang Tisserand à 700 mètres d'altitude.
- Ruisseau de Méreille ou Combelotte (L = 9,7 km ; en rive gauche) : le ruisseau naît de la réunion des Ruisseaux des Graviers et des Murots dans une zone d'étangs à près de 800 mètres d'altitude (étang des Graviers, étang Bachetey, ancien étang de l'Ermitage, étang des Murots).
- Ruisseau du Pied du Mont ou du Pré Bosson (rive droite)
- Ruisseau Chanot (rive droite)
- Ruisseau des Gouttes (L = 2,3 km ; en rive droite)
- Ruisseau de la Palécôte (L = 2 km ; en rive gauche)
- Ruisseau de la Basse Robert (L = 1,5 km ; en rive gauche)
- Ruisseau des Novelots (L = 6,4 km ; en rive gauche)
- Ruisseau des Pochattes (L = 3,4 km ; en rive droite)
- Ruisseau des Canes (L = 1,4 km ; en rive droite)
- Ruisseau du Bas de la Goutte (L = 3 km ; en rive gauche)

### Rang de Strahler
Donc son rang de Strahler est de trois.

## Hydrologie
Les débits de la Combeauté ont été observés durant une période de 21 ans au Val-d'Ajol (de 1989 à 2009).

### La Combeauté au Val-d'Ajol
Le module de la rivière y est de 2,15 m3/s pour une surface de bassin de 63 km2.

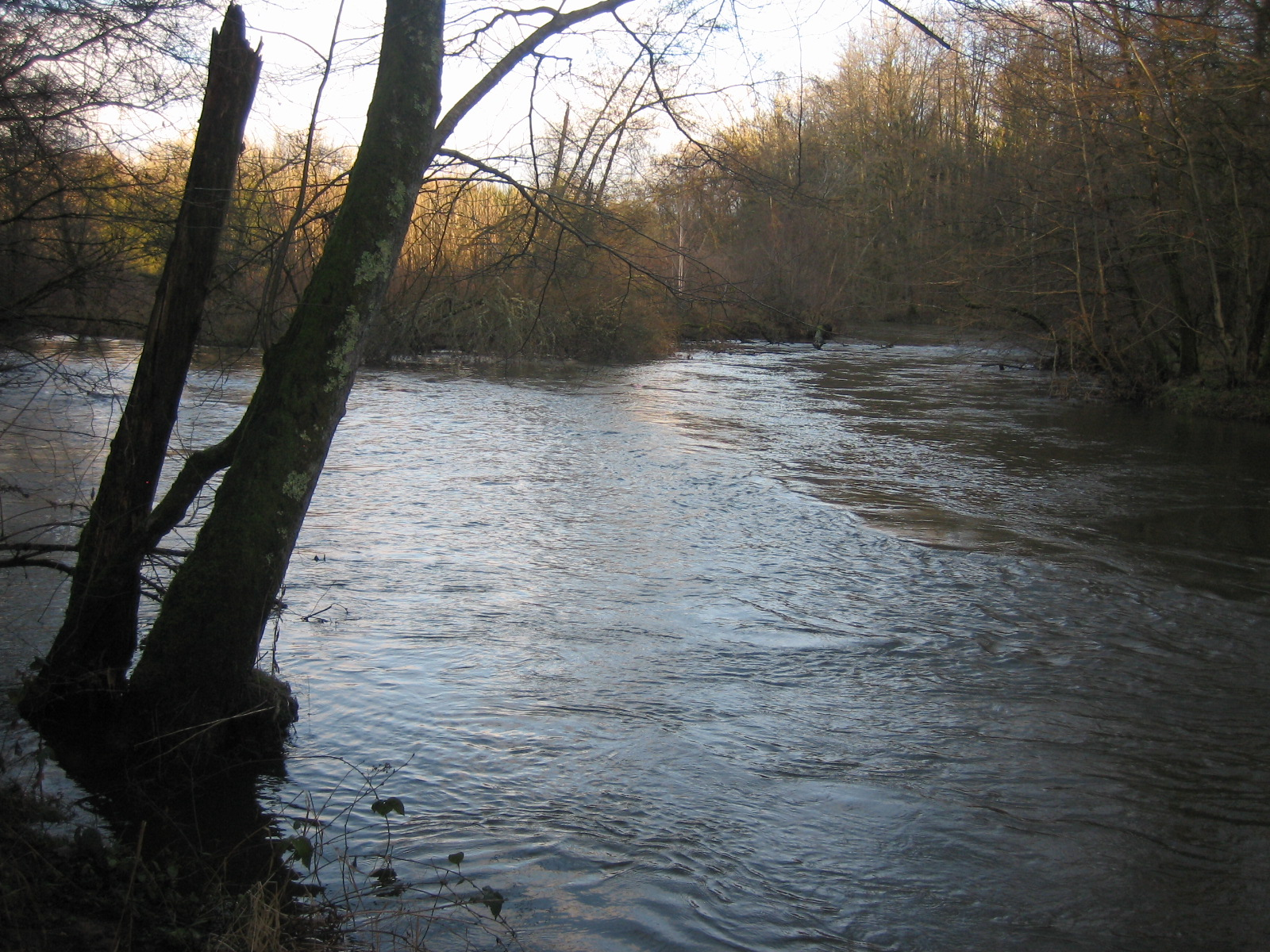
Confluent de la Combeauté (en face) et de la Semouse (à gauche) en période de crue.

La rivière présente d'importantes fluctuations saisonnières de débit, avec des hautes eaux hivernales de 3,69 à 3,31 m3/s de décembre à mars inclus, et des maigres d'été, en juillet-août-septembre, entraînant une baisse du débit moyen mensuel jusqu'à 0,695 m3/s au mois d'août.

### Étiage ou basses eaux
Le VCN3 peut chuter jusque 0,249 m3/s, en cas de période quinquennale sèche.

### Les crues
Les crues peuvent être très importantes. En effet, les QIX 2 et QIX 5 valent respectivement 35 et 54 m3/s. Le QIX 10 est de 67 m3/s et le QIX 20 de 78 m3/s.
Le débit instantané maximal enregistré a été de 78,4 m3/s le 25 janvier 1995, tandis que la valeur journalière maximale était de 42,5 m3/s le même jour. La valeur journalière maximale mesurée sur la station est de 58,4 m3/s le 15 février 1990. Si l'on compare les 78,4 m3/s aux QIX, alors nous voyons que ce débit correspondait à une crue ayant une période de retour de plus de 20 ans.
Les cotes et le débit sont consultables en temps réel à la station du Val-d'Ajol.

### Lame d'eau et débit spécifique
La lame d'eau écoulée dans cette partie - la plus importante - du bassin versant de la rivière est de 1 078 millimètres annuellement, ce qui est très élevé et résulte d'une pluviosité fort abondante sur ce bassin, situé entre le versant sud fort arrosé des monts Faucilles et le massif des Hautes Vosges. Le débit spécifique (Qsp) se monte ainsi à 34,1 litres par seconde et par kilomètre carré de bassin.

## Faune et flore
- Aperçu des espèces observées le long de la Combeauté (liste non exhaustive) :

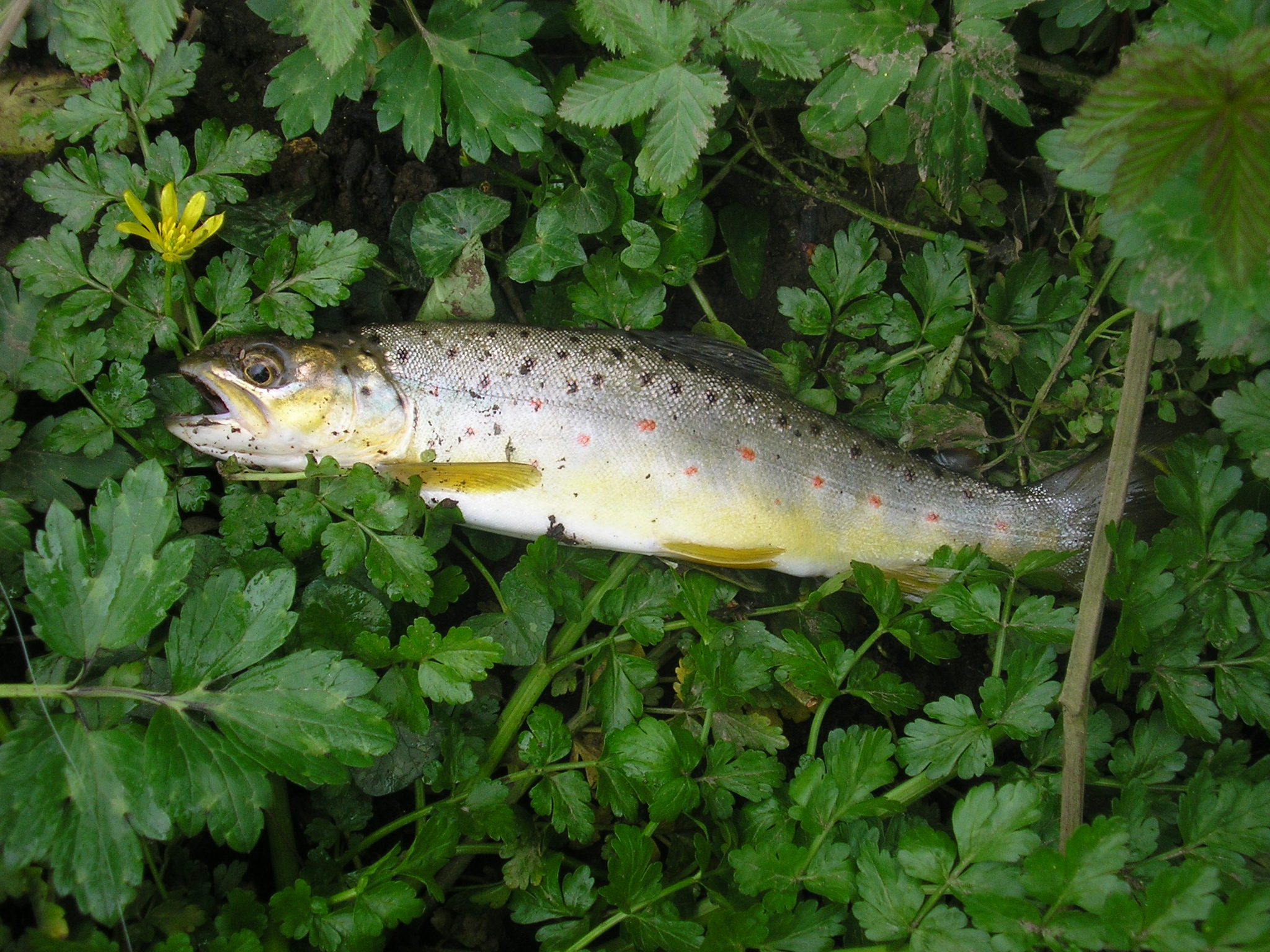
Une truite fario.
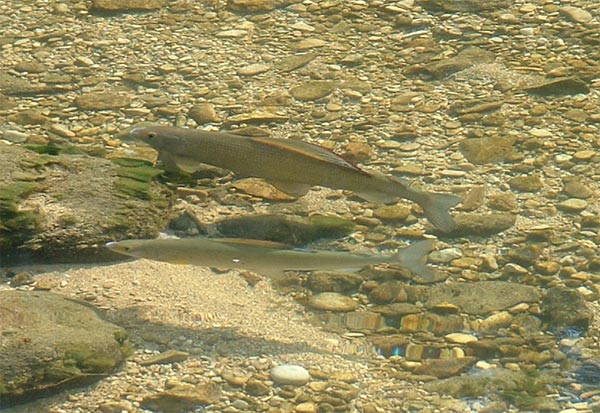
Des ombres.
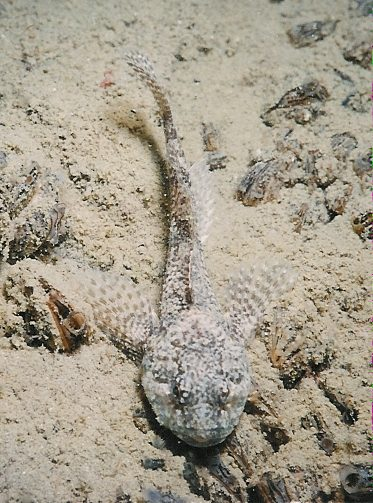
Un chabot commun.
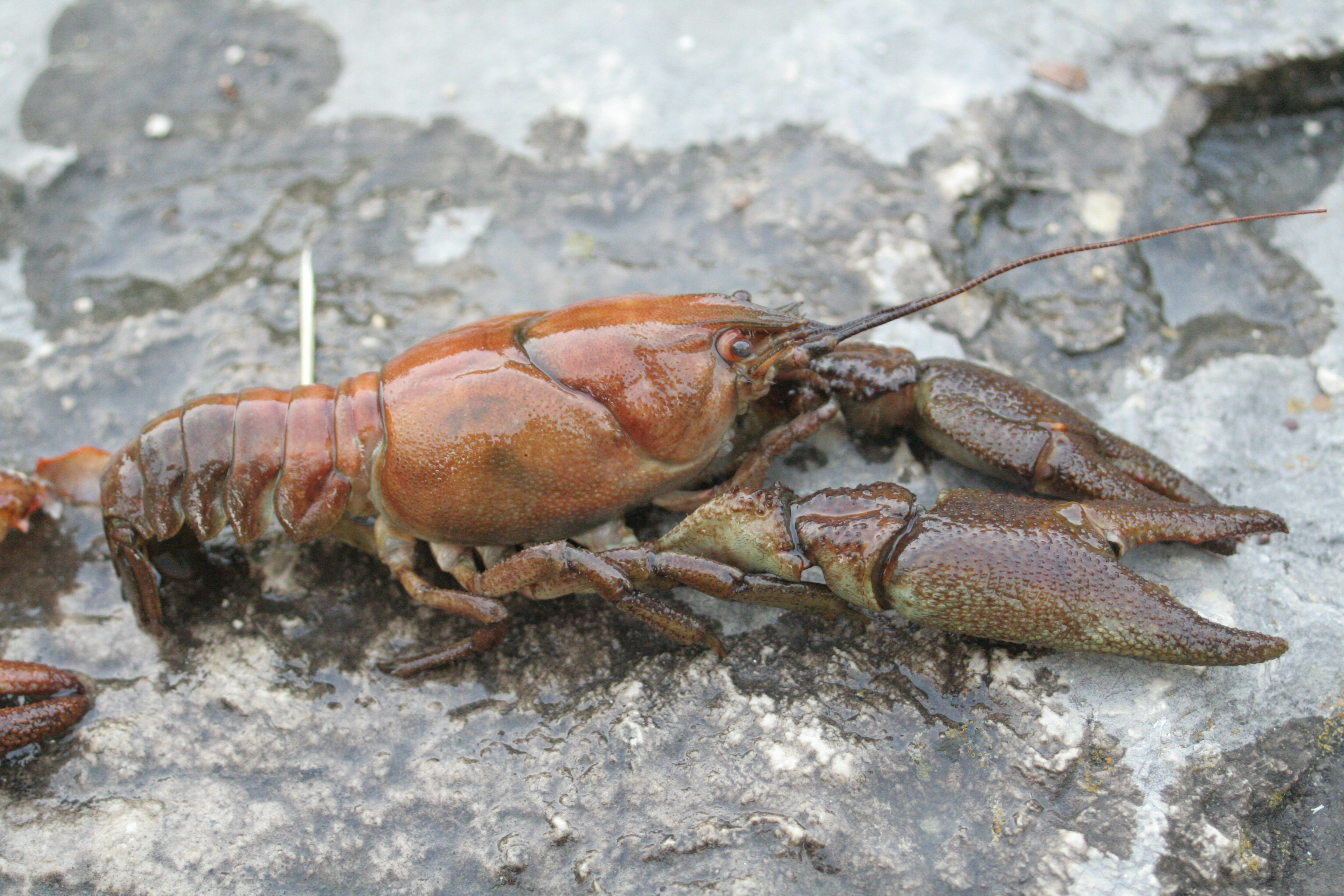
Une écrevisse à pattes blanches.
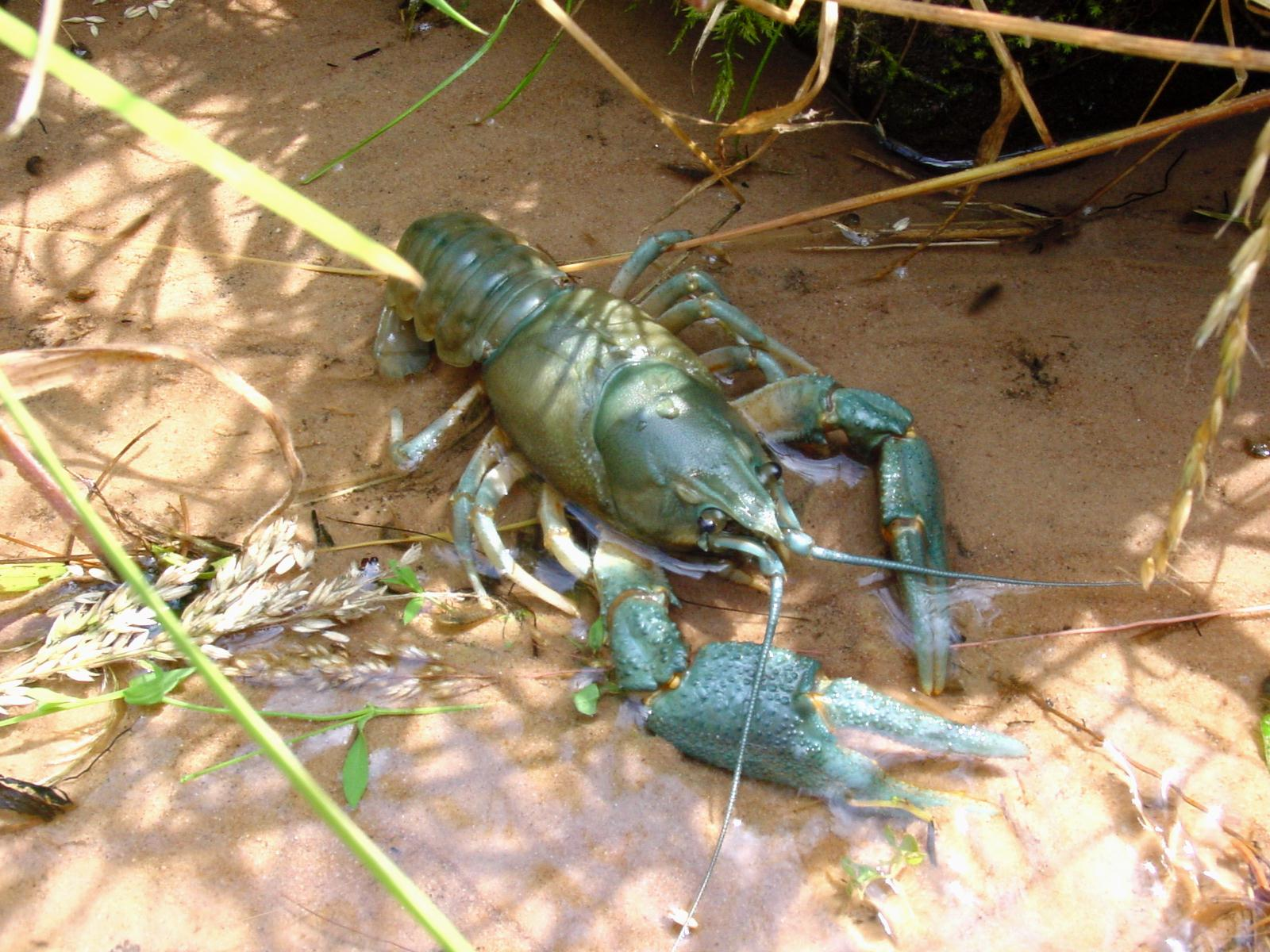
Une écrevisse à pattes .rouges
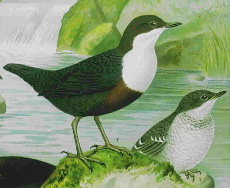
Un couple de cincles plongeurs.

- Lamproie de Planer
- Vairon
- Blageon
- Écrevisse des torrents (encore présente ?)
- Plantes, végétaux et animaux caractéristiques des milieux humides : droséra, salamandre commune, Triton, grenouilles, libellules, etc.